# Fernand Feyaerts
Fernand Feyaerts (1880 - 1927) was een Belgisch waterpolospeler en zwemmer.
Fernand Feyaerts nam als waterpoloër tweemaal succesvol deel aan de Olympische Spelen; in 1900 en 1908. Hij won tweemaal een zilveren medaille voor België.
Feyaerts werd tussen 1903 en 1905 driemaal Belgisch kampioen op 100 m vrije slag. In 1906 behaalde hij de Belgische titel op de 100 m rugslag. Ook nam hij op de Olympische Spelen van 1908 deel aan de 100 m vrije slag, maar werd hierbij al in de voorrondes uitgeschakeld.
Jean de Backer · 
Victor de Behr · 
Henri Cohen · 
Fernand Feyaerts · 
Oscar Grégoire · 
Albert Michant · 
Victor Sonnemans
Victor Boin · 
Herman Donners · 
Fernand Feyaerts · 
Oscar Grégoire · 
Herman Meyboom · 
Albert Michant · 
Joseph Pletincx